# МБ біс
МБ біс (рос. МБ бис) — Моска—Бистрицький, винищувач-розвідник Російського імператорського військово-повітряного флоту часів Першої світової війни.
Історія цього літака почалася з того, що двоє росіян авіаторів Макс Лерхе і Георгій Янковський, приїхавши у своїх справах до Італії, умовили місцевого авіамеханіка фірми «Савойя» Франческо Моска перебратися до Росії. Треба сказати, що Італія, в тому далекому 1912 році, була країною вже вельми просунутою у справі освоєння повітряного простору. Моска ж був одним з піонерів італійської авіації ще з 1909 року і значним для тієї пори авторитетом.

## Винищувач-розвідник МБ
У 1914 році італієць переходить працювати в майстерню Олександра Безобразова на Ходинському полі, і розробляє МБ.
Це був двомісний аероплан з ротативним двигуном «Гном» в 50 к.с. і з поширеною тоді системою керування за креном, шляхом перекосу задньої кромки крил (гоширування). Головною ж у літаку була можливість його швидкого розбирання (і, природно, складання) для зручності транспортування. Всі частини МБ: силова установка, фюзеляж, шасі — володіли можливістю розбирання з достатньо високим ступенем ремонтопригодності. Верхній закруглений грот фюзеляжу, обшитий фанерою, кріпився за допомогою звичайних шкіряних ременів з пряжками. Це нововведення, поза всяким сумнівом, запозичене у автомобілістів (так само закривалися капоти тодішніх автомобілів) дозволяло порівнювати літак з кофром або з валізою. Втім, на подальших машинах система кріплення змінилася — грот фіксувався за допомогою шомполів, які пронизували конструкцію аж до хвостового оперення.
Борти фюзеляжу мали знімні панелі, що дозволяють без особливих складнощів проникати до системи управління літака і двигуна. Достатньо оригінальним було кріплення капота двигуна. Він кріпився в п'яти місцях і притягувався гайками — «баранчиками». Зараз це рішення, звичайно, здалося б дивним, а тоді виглядало вельми дотепно. Про аеродинаміку уявлення було досить обмежене, тому і крила, віддалені від фюзеляжу з метою поліпшення огляду, здавалися цілком доречними. В цілому ж аероплан виявився вельми непоганим і проіснував в двомісному варіанті до 1918 року. На фронті МБ застосовувався як розвідник. Відомо, принаймні, про 12 виготовлених аеропланів, хоча, цілком можливо, їх було дещо більше. Перший документально підтверджений епізод бойового застосування МБ датований весною 1916 року.

## Винищувач МБ біс

Винищувач МБ біс на аеродромі

МБ біс Російського Імператорського військово-повітряного флоту

Винищувач МБ біс в складеному вигляді

Схема МБ біс

Наступним кроком конструктора став винищувач. Реально оцінюючи неможливість отримання в російських умовах потужних двигунів, Моска пішов шляхом мініатюризації апарату. Винищувач, названий МБ біс, цілком відповідав вимогам військових, особливо підкуповували крила, що складалися, і оперення. Задній лонжерон крил розстиковувався, потім крило поверталося навколо шарнірного (карданного) пристрою на першому лонжероні і кріпилося до спеціального вузла на фюзеляжі. Горизонтальне оперення на кінцях мало невеликі сережки, за які і зав'язувалося, як шапка-вушанка, сиром'ятним ременем. Не можна сказати, що вся ця «розкладачка» була придумана саме Москою, але його безперечна заслуга в оригінальних і простих витончених рішеннях. А взагалі, ідея складання була не примхою, а однією з основних строгих вимог до перших військових літаків. На конкурс військових аеропланів в 1911 році у Франції вимагалось, наприклад, після кожного спуску літальний апарат розібрати, перевезти на значну відстань на буксирі автомобіля, потім зібрати і знову піднятися в повітря. Переміг тоді Ньєпор-IV, який отримав, згодом, широке розповсюдження в Росії. Отже Моска лише продовжив сталі традиції.
На початку червня 1916 року літак пройшов випробування на Ходинському аеродромі. Машину облітали відомі пілоти Костянтин Арцеулов і українець Євграф Крутень, що дали їй високу оцінку. Проте малопотужний авіазавод, до межі завантажений іншими замовленнями, не міг відразу організувати серійний випуск. Тільки у грудні Особливою нарадою з оборони держави МБ біс був віднесений до переважних типів винищувачів і рекомендований до великосерійного виробництва. Із заводом підписали контракт на виготовлення 125 літаків з двигунами «Рон» і «Клерже» потужністю 80 і 110 к.с. Разом із замовленою ще додатково сотнею Ньєпорів-11, літаки необхідно було здати до 1 липня 1917 року. На ділі ж виконання замовлення йшло повільно і з великими зусиллями. Задумане розширення виробництва викликало значні витрати і не виправдало надій. До кінця травня 1917 року завод здав тільки 25 машин МБ біс. А народні заворушення, що почалися влітку, і страйки, а також відсутність оборотних коштів і хронічні перебої в постачанні сировини поставили підприємство на грань краху. Сам конструктор і керівник виробництва вимушений був поспішно повернутися на батьківщину. Ангар на Ходинському аеродромі, який належав Моска, залишився під охороною механіка Котильйона. Втім, скоро зник і механік.
База виробництва була поступово використана протягом 1917-1918 років. Більшість цих останніх серійних машин випробовував Георгій Братолюбов. Всього заводом було випущено до півсотні винищувачів МБ біс. Вони застосовувалися в завершальній стадії війни з німцями, а згодом і на різних фронтах громадянської війни. Озброєння винищувача складалося з кулемета «Люїс», встановленого на тринозі під кутом до продовжньої осі літака і гвинта, що стріляє поверх диска. Літаки третьої серії передбачалося оснащувати курсовими кулеметами «Кольт» зовні правого борту. Для оберігання гвинта від прострілів планувалося обладнати машину кулачковими відсікачами куль системи прапорщика Кулебакіна. Суть цього досить простого і оригінального пристрою полягала в тому, що спеціальні куркульки з високоміцної сталі висувалися з-під капота у момент проходження лопаті гвинта через лінію польоту кулі. Випробування, проведені з 23 по 28 липня 1917 року на Ходинському полі, показали бездоганну роботу відсікачів, що виявилися набагато надійнішими, ніж перші зразки кулеметних синхронізаторів. Маса пристрою разом з передачею і кріпленням становила менше 5 кг. Єдиним недоліком була нераціональна витрата частини боєприпасів (приблизно 10 % куль, що потрапляли у відсікачі). Проте, пристрій рекомендували до впровадження в масове виробництво з метою оснастити ними всі винищувачі «Моска» і «Моран». Але на дворі вже стояла осінь 1917 року.
Заводські потужності після націоналізації були використані для виробництва навчальних літаків А. А. Пороховщикова. Згодом завод Моска став називатися Державним авіазаводом № 25. У 20-х роках там працював Микола Полікарпов. Зрозуміло, концепція винищувача МБ біс до літа 1917-го вже не могла вважатися передовою, відповідаючи швидше початковому періоду повітряного єдиноборства (кінець 1915 — початок 1916 років). Та все ж, коли б не революція, цей простий, надійний і невибагливий аероплан, будучи побудований у великих кількостях, міг внести помітний внесок у боротьбу за панування в повітрі на російсько-німецькому фронті першої світової.